# 5-та піша дивізія (УНР)
5-та піша дивізія у Одесі — військова одиниця Армії УНР, що виникла в результаті українізації 4-ї стрілецької дивізії 40-го армійського корпусу Російської армії.

## Створення
Дивізія створювалася з управління однієї з найкращих російських дивізій — 4-ї стрілецької, сформованої у 1856 році під назвою 4-ї стрілецької бригади. Вона розміщувалась в Одесі, комплектувалася переважно уродженцями південних губерній: Херсонської, Таврійської, Бессарабської та Подільської. Дивізія брала участь у Російсько-турецькій війні 1877—1878 років (тоді отримала неофіційну назву «залізної»), походах на Далекий Схід у 1905 році та на острів Крит у 1908 році. На початку Першої світової війни була розгорнута у дивізію, яку очолив генерал Антон Денікін.

## Українізація
З 1915 року 4-та стрілецька дивізія входила до складу 40-го армійського корпусу. Восени 1917 року перебувала на фронті 9-ї армії Румунського фронту. Зважаючи на те, що більшість особового складу дивізії становили українці, включно з начальником дивізії та частиною командирів полків, у грудні 1917 року вона оголосила себе українською. Дивізію було виключено зі складу 40-го армійського корпусу та передано до 10-го українського корпусу. Разом із 31-ю піхотною дивізією 10-го корпусу 4-та стрілецька дивізія на початку січня 1918 року була зосереджена у місті Ямпіль, а 9 лютого 1918 року отримала наказ рухатись в район міста Гайсин. Дивізія входила до складу 3-го Херсонського корпусу Армії Української Держави.